# Papas av Armenien
Papas av Armenien, död 375, var regerande kung av Armenien mellan 370 och 375. 